# Богдановский, Нил Иванович

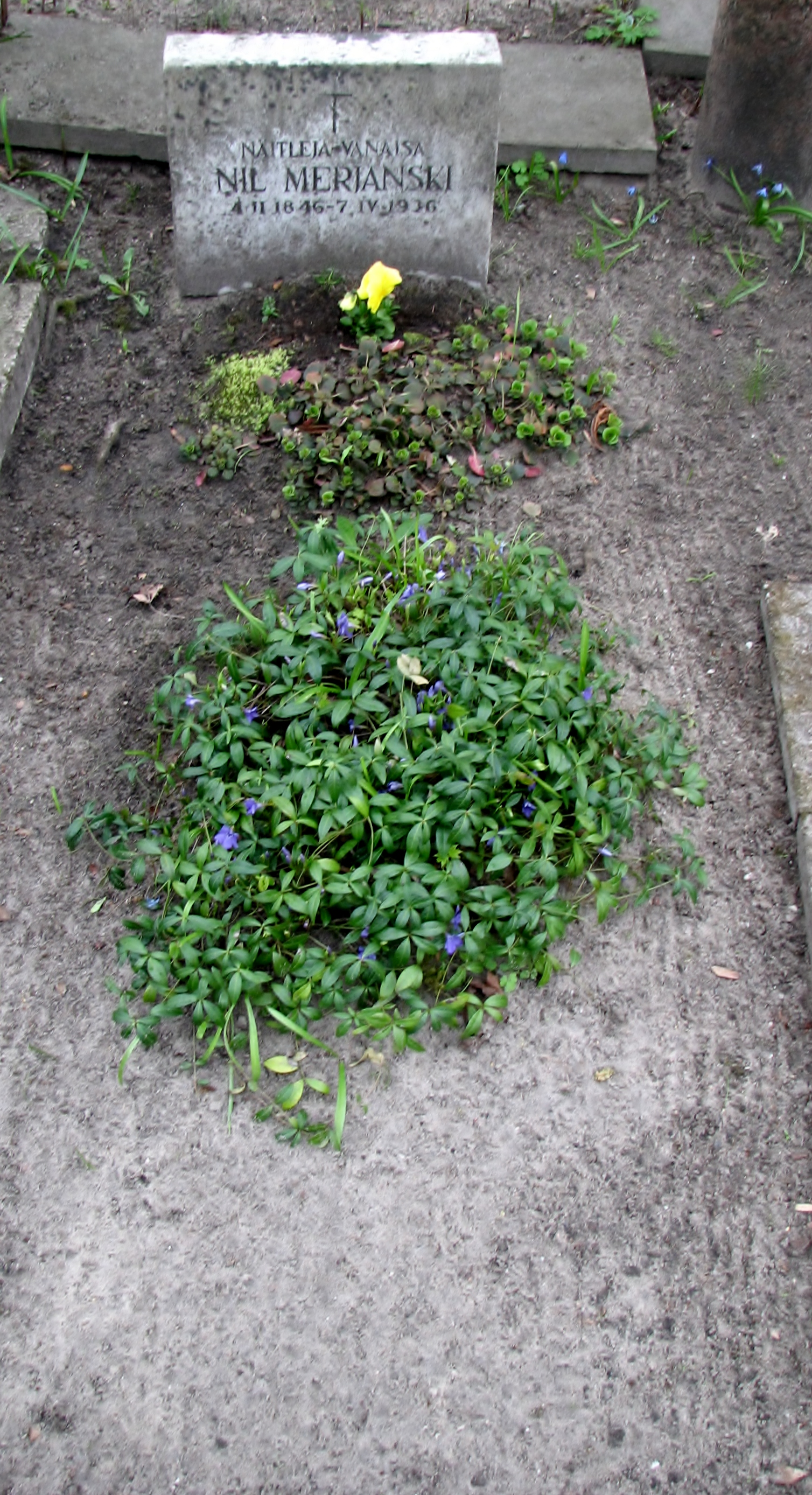
Могила Нила Богдановского (Мерянского) на Александро-Невском кладбище Таллина.

Нил Иванович Богдановский (псевдоним — Мерянский, эст. Nil Merjanski; 4 [16] февраля 1846, Смоленск — 7 апреля 1937, Печоры) — русский актёр, издатель, редактор и публицист, коллежский асессор (1899). Вошёл в историю как «дедушка русского театра».

## Биография
Нил Богдановский родился 4 февраля 1846 года (данные с надгробного памятника) или 22 мая) 1846 года в городе Смоленске Смоленской губернии, ныне город — административный центр Смоленской области. Отец служил в Смоленске письмоводителем у архиерея, но когда он потерял работу, семья переехала в Симбирск, затем в Могилёв. Уезжая в Могилёв, родители оставили сына – ученика Симбирской гимназии – почти без средств, на волю судьбы и попечение знакомых.
В 1862 году ушёл из гимназии и стал работать газетным репортером. Мать была против желания сына стать актёром, только в 1870 году, увидев его на сцене театра в Вятке простила сына.
В 1865 году переехал в Смоленск к сестре и брату. Артистическую карьеру начал в 1866 году в Смоленске в театре Сократа Прозоровского (сценическое имя «Нил Мерянский» ему подсказал брат Михаил, та как Накануне весь Смоленск с необыкновенной пышностью провожал в последний путь известного шута смоленского дворянина – Мерянского). Работал в театрах Орла, Тулы, Мурома, Арзамаса, Одессы. Держал антрепризу в Вятке. По свидетельству современников, он в 1880-е годы был лучшим исполнителем роли Городничего Антона Антоновича Сквозник-Дмухановского в «Ревизоре» Гоголя.
С 31 марта (12 апреля)  1876 года — канцелярский служащий Новгородской губернской посреднической комиссии. В 1880 году остался за штатом, и в 1881 году был уволен от службы.
В 1881—1882 годах в Новгороде издавался «Новгородский листок», в котором Богдановский был сотрудником. Газета имела, главным образом, обличительное направление.
Жил в Старой Руссе, в 1882 году выпускал «Справочный лист старорусских минеральных вод», где публиковал статьи, обличающие темные делишки арендатора курорта А. А. Рохеля. Газета выходила по воскресеньям с весны до осени, совпадая с сезоном работы Старорусского курорта; цензуру он проходил в Новгороде. В 12 номере, последнем за 1882 год, была опубликована статья SINE IRA. В ней прозвучала резкая критика хозяев, арендаторов, управителей вод, так как сооружения курорта приходили в упадок, услуги были низкого качества. Последний абзац начинался словами «Вот то немногое, что удобно сказать <…>», дальнейший текст был изъят цензурой, и вместо текста там красовались точки.
В 1884 году основал в Новгороде собственный театр (открыл свой первый сезон 17 июля 1886 года), был гласным Городской Думы и числился по нотариальной части.
В конце 1880-х годов играл на сценах театров Петербурга и Москвы (Театр Корша).
В 1896 году за выслугу лет он был произведен в титулярные советники, а в 1899 году в коллежские асессоры.
В 1901—1902 годах в Новгороде издавал рекламную газету «Листок городских объявлений».
В Новгороде в 1903—1916 годах издавал и редактировал газету «Волховской листокъ». Выступал в печати под псевдонимом «Старец Нил».
В 1909 году совершил паломничество в Нило-Столобенскую пустынь, написал критическую брошюру «Нилова пустынь. Осташков. уезда, Тверск. губ. (Путевые заметки). Старца Нила», в которой обличал коммерциализацию и антисанитарию в монастыре. Глава V подробно описывает почитавшуюся как чудотворную скульптуру Нила Столобенского, находившуюся в Покровском храме обители.
Оставил книгу воспоминаний «Сцена мой крест» (Новгород, 1914), содержащую сведения о Смоленске середины XIX века.
В 1910-е годы труппа Богдановского играла на сцене Шадринского драматического театра.
С 1921 года жил в Эстонии, играл в Таллинском русском театре.
Нил Мерянский умер 7 апреля 1936 года (данные надгробного памятника) или 1937 года в городе Петсери (Печоры) Печорского уезда Эстонской Республики, ныне город — административный центр городского поселения Печоры и Печорского района Псковской области. Похоронен на Александро-Невском кладбище города Таллина Эстонской Республики.

## Награды
- Орден Святого Станислава III степени

## Семья
- Первая жена Елизавета (1852 — 1905 или 1910, Новгород), дочь капельмейстера Василия Андреевича Нерушева.
  - Сын — офицер в одном из пехотных полков.
  - Дочь Надежда Кригер-Богдановская (1874—1947) — актриса, её муж Владимир Александрович Кригер (1872 — 1932) был актером и режиссером московского театра Ф. А. Корша; у них дочь Викторина Владимировна Кригер, балерина.
  - Дочь Зинаида Валк-Богдановская (17 декабря 1893, Санкт-Петербург — 13 июля 1935, Эльва) — была первой арфисткой Эстонии, её муж Ян Валг; у них сын Леонид Валг.
  - Дочь Мария Ниловна Мерянская (Богдановская), (9 февраля 1896, Новгород – 20 августа 1969, Кохтла-Ярве, Эстонская ССР) — актриса, в 1953—1954 годах — директор Кохтла-Ярвеского драматического театра; её первый муж Антс Лаутер; второй муж Павел Маерц; третий муж Иван Семенов.
  - двое детей умерли в детстве в Новгороде.
- Вторая жена Ксения была на 42 года моложе мужа.

## Избранные произведения
- Богдановский, Н. И. Облава на „Авву“. Бѣсовское наважденіе. (Изъ монастырской жизни). Старца Нила. — Новгородъ: Е.В. Нерушева, 1909. — 84 с.[7]
- Богдановский, Н. И. Нилова пустынь. Осташков. уезда Тверск. губ. (Путевые заметки) старца Нила. — Новгородъ: Е.В. Нерушева, 1909. — 122 с.[8]
- Богдановский, Н. И. Московскіе наброски изъ острозаразнаго барака Сокольничьей больницы. — Новгородъ: Е.В. Нерушева, 1910. — 80 с.[9]
- Богдановский, Н. И. Изъ тюремной камеры № 21. Старца Нила. — Новгородъ: скл. изд. Е.В. Нерушева, 1911. — 73 с.[10]
- Богдановский, Н. И. Сцена — мой крестъ. Ч 1—2. — Новгородъ: Н.И. Богдановского, 1914—1915.[11]
- Богдановский, Н. И. Облава на „Авву“. Бѣсовское наважденіе. (Изъ жизни Н-скаго Антоніева монастыря). Старца Нила. — 2-е изд.. — Новгородъ: Губ. тип., 1918. — 82 с.[12]